# Magnus Gudmarsson (Ulvåsaätten)
Magnus Gudmarsson (Ulvåsaätten), svensk riddare. Omnämnd tidigast 1316, blev riddare någon gång 1328–1337. Omnämnd som levande 20 juni 1357, men var tydligen död 21 september 1363. Hans sätesgård Lo låg i Västergötland, i Långareds socken, Kullings härad (i nuvarande Alingsås kommun). Son till Gudmar Magnusson. 

## Vapensköld
Magnus och hans bror Ulf upptog ett vapen, ett upprest gående lejon, hämtat från mödernesidan, i stället för faderns hjorthuvud.

## Familj
Gift 1315 med Katarina Birgersdotter, syster till Heliga Birgitta. De fick tillsammans dottern Ingeborg.